# Federazione internazionale delle società di filosofia
La Federazione internazionale delle società di filosofia (FISP) è la massima organizzazione mondiale non governativa per la filosofia. È stata fondata nell'agosto 1948 al 10º Congresso Internazionale di Filosofia di Amsterdam.
Il primo presidente della FISP fu il filosofo olandese HJ Pos, che era stato anche presidente del congresso di Amsterdam. Il primo segretario generale fu Raymond Bayer, che era stato segretario generale della IXe Congrès International de Philosophie di Parigi nel 1937. Fu istituita la FISP per contribuire "allo sviluppo delle relazioni professionali tra filosofi di tutti i paesi, liberamente e con mutuo rispetto "e l'organizzazione rimane impegnata a raggiungere questo obiettivo. I suoi principali obiettivi sono:
- contribuire direttamente allo sviluppo delle relazioni professionali tra filosofi di tutte le nazioni, in amicizia e mutuo rispetto;
- coltivare i contatti tra istituzioni, società e pubblicazioni periodiche dedicate alla filosofia;
- raccogliere documentazioni utili per lo sviluppo degli studi filosofici;
- sponsorizzare, ogni cinque anni, un Congresso Mondiale di Filosofia, il primo dei quali ha avuto luogo nel 1900[3];
- promuovere l'educazione filosofica, preparando pubblicazioni di interesse collettivo e contribuendo all'impatto della conoscenza filosofica sui problemi globali;
- organizza la Olimpiade internazionale di filosofia.
- organizza ogni 5 anni il Congresso Mondiale di Filosofia in uno dei Paesi membri.

I membri della FISP non sono singoli filosofi, ma società filosofiche e altre simili istituzioni a livello nazionale, regionale e internazionale.
Attualmente è composta di circa 100 membri, di cui circa 75 sono società nazionali e circa 25 società internazionali.
La FISP, a sua volta, è membro del CIPSH, il Consiglio internazionale per la filosofia e le scienze umane, (Conseil international pour la philosophie et les sciences humaines, in inglese ICPHS). Questa, anch'essa organizzazione non governativa, consiste di 13 federazioni mondiali e costituisce l'organismo di contatto tra queste e l'UNESCO.